# Dyveke Sigbritsdatter

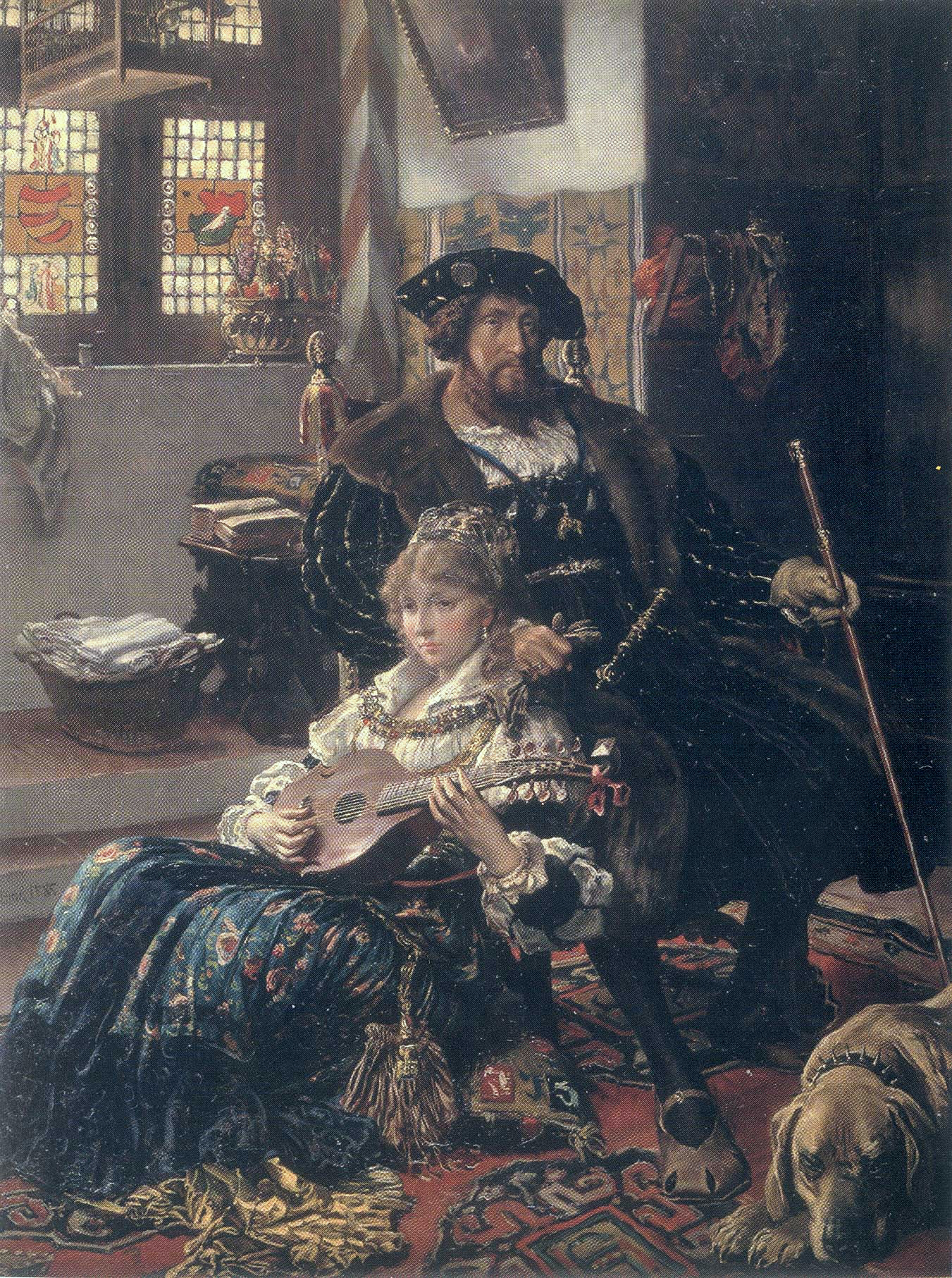
Dyveke e Cristiano II di Danimarca

Dyveke Sigbritsdatter, nota in Danimarca con il nomignolo di Dyveke, ossia piccioncino (Amsterdam, 1490 circa – Copenaghen, 21 settembre 1517), figlia della mercante Sigbrit Willoms, era una ragazza comune di particolare bellezza che assunse dimensione storica per essere diventata l'amante di Cristiano II di Danimarca attorno al 1507.

## Biografia

### Cristiano II
La relazione fu particolarmente importante per Cristiano II, e non la interruppe neanche dopo il proprio matrimonio con Isabella d'Asburgo, l'11 luglio 1514. Questo matrimonio rientrava in un gioco politico internazionale molto ampio che vedeva coinvolto l'imperatore Massimiliano I che si riprometteva l'allargamento della sfera d'influenza della casa d'Asburgo.

### Il complotto
La situazione che si era venuta a creare con il matrimonio, insostenibile sul piano politico e su quello umano, anche per Isabella d'Asburgo, si risolse con l'inaspettata quanto tempestiva morte di Dyveke per un presunto avvelenamento in cui fu sospettato il coinvolgimento dell'imperatore Massimiliano I, che si sarebbe servito di un nobile danese. Il nobile Torben Oxe fu accusato di avere ordito il complotto e, anche se la sua colpa non fu mai provata, fu condannato a morte e giustiziato.

### La leggenda
La vicenda di Dyveke impressionò l'opinione pubblica dell'epoca e di essa si impadronì la narrativa popolare.